# Julia Quinn
Julie Pottinger, de soltera Julia Cotler (1970), més coneguda pel seu pseudònim Julia Quinn, és una escriptora nord-americana de novel·les supervendes de romanç històric. Les seves obres han estat traduïdes a 41 idiomes, i ha aparegut a la llista de llibres més venuts del New York Times 19 vegades. La seva sèrie de llibres Bridgerton ha estat adaptada per a Netflix per Shonda Rhimes sota el títol Els Bridgerton.

## Biografia
Pottinger va néixer com Julie Cotler l'any 1970 de Jane i Stephen Lewis Cotler. Té tres germanes: Emily, Abigail i Ariana. És jueva. Es va criar principalment a Nova Anglaterra, encara que va passar gran part del seu temps a Califòrnia després del divorci dels seus pares.
Als 12 anys, el seu pare no va estar d'acord amb les eleccions de material de lectura, Sweet Dreams i la sèrie de llibres Sweet Valley High, i li va dir que podia seguir llegint-los només si demostrava que eren bons per a ella. Ràpidament, li va dir que els estava estudiant per escriure'n un ella mateixa. Davant el desafiament de demostrar que la seva declaració era de debò, Pottinger es va asseure davant del seu ordinador i va escriure els seus dos primers capítols. Després d'acabar la seva novel·la tres anys després, la va enviar a Sweet Dreams, però va ser rebutjada.

## Trajectòria
Pottinger es va graduar de Hotchkiss School i la Universitat Harvard amb una llicenciatura en Història de l'Art. Durant el darrer any d'universitat, es va adonar que no sabia què volia fer amb el seu títol i va decidir assistir a l'escola de medicina. Aquesta decisió requeria que assistís a dos anys addicionals d'universitat per completar els requisits previs de ciències necessaris per postular-se a l'escola de medicina.
Per ocupar-se durant els llargs dies d'estudi de la ciència, Pottinger va començar a escriure novel·les romàntiques de Regència. Unes setmanes després d'haver estat acceptada a l'escola de medicina, va descobrir que les seves dues primeres novel·les, Splendid i Dancing At Midnight, havien estat venudes en una subhasta, un fet inusual per a una autora novell de novel·les romàntiques. Va posposar l'escola de medicina durant dos anys mentre escrivia dues novel·les més.
Va ingressar a l'Escola de Medicina de la Universitat Yale el mateix mes que va signar un contracte per publicar les seves novel·les. Tot i això, després de només uns quants mesos d'estudiar medicina, Pottinger es va adonar que preferia escriure a estudiar medicina. Va deixar l'escola de medicina i es va dedicar a temps complet a escriure.
Pottinger es considera feminista i atorga a les seves heroïnes qualitats feministes que no són necessàriament fidels a les actituds més predominants de l'època en què es desenvolupen les novel·les. Els seus llibres es caracteritzen per estar plens d'humor, amb diàlegs aguts i enginyosos.
Les novel·les es basen principalment en els personatges i manquen dels grans conflictes externs que empren moltes novel·les romàntiques. Una de les seves novel·les, Quan era malvat, era molt inusual per a una novel·la romàntica, ja que els primers quatre capítols en realitat descriuen l'heroïna en un matrimoni feliç amb algú que no és l'heroi, i després mostra la mort del marit original i tracta el dolor tant de l'heroïna com de l'heroi abans de permetre que floreixi la segona història d'amor.

## Reconeixements
El 2007, va guanyar el premi Romance Writers of America RITA per On the Way to the Wedding i novament el 2008 per The Secret Diaries of Miss Miranda Cheever. Quan el va guanyar l'any 2010 per What Happens in London, es va convertir (en aquell moment) en la membre més jove i ara és una dels 16 autors que van ingressar al Saló de la Fama de la RWA.
El 2003, va aparèixer a la revista Time, un èxit que pocs novel·listes romàntics han aconseguit. L'any 2005 , Publishers Weekly li va donar a Sir Phillip, With Love una ressenya destacada i després la va nomenar una de les sis millors novel·les originals del mercat massiu de l'any.
Cadascuna de les seves últimes 17 novel·les ha aparegut a la llista de llibres més venuts del New York Times, amb Mr. Cavendish, I Presume aconseguint el número u a l'octubre de 2008. Més recentment, The Girl With the Make-Believe Husband va estar a la llista del NYT el juny de 2017. A més d'això, les seves dues antologies de Lady Whistledown van aparèixer a la llista del NY Times, igual que les seves dues col·laboracions de novel·les en tres parts amb Connie Brockway i Eloisa James (The Lady Most Likely i The Lady Most Willing), i els Bridgerton : Feliços per sempre, col·lecció dels segons epílegs de Bridgerton.

## Vida personal
L'any 2001, Pottinger va guanyar $79,000 a The Weakest Link. Pottinger resideix a Seattle, Washington, amb el seu marit i els seus dos fills. La majoria dels seus llibres estan dedicats al seu marit, Paul Pottinger, sovint amb referències a títols alternatius divertits per a l'obra.
El 29 de juny del 2021, la germana i el pare de Quinn, Ariana Elise Cotler i Stephen Lewis Cotler, respectivament, van ser assassinats per un conductor ebri a Kaysville, Utah.